# کاستلنووو دی سوتو
کاستلنووو دی سوتو (به ایتالیایی: Castelnovo di Sotto) یک کومونه در ایتالیا است که در استان رجو امیلیا واقع شده‌است.

## خصوصیات
کاستلنووو دی سوتو ۳۴٫۶ کیلومترمربع مساحت و ۸٬۲۹۴ نفر جمعیت دارد.